# Sosnowka (azowski niemiecki rejon narodowy)
Sosnowka (ros. Сосновка) – wieś (sieło) w Rosji, w obwodzie omskim, w azowskim niemieckim rejonie narodowym. W 2010 liczyła 1778 mieszkańców.